# 菲耶罗佐
菲耶罗佐（義大利語：Fierozzo）是意大利特伦托自治省的一个市镇。总面积17平方公里，人口474人，人口密度27.9人/平方公里（2009年）。ISTAT代码为022085。